# Lotharkreuz

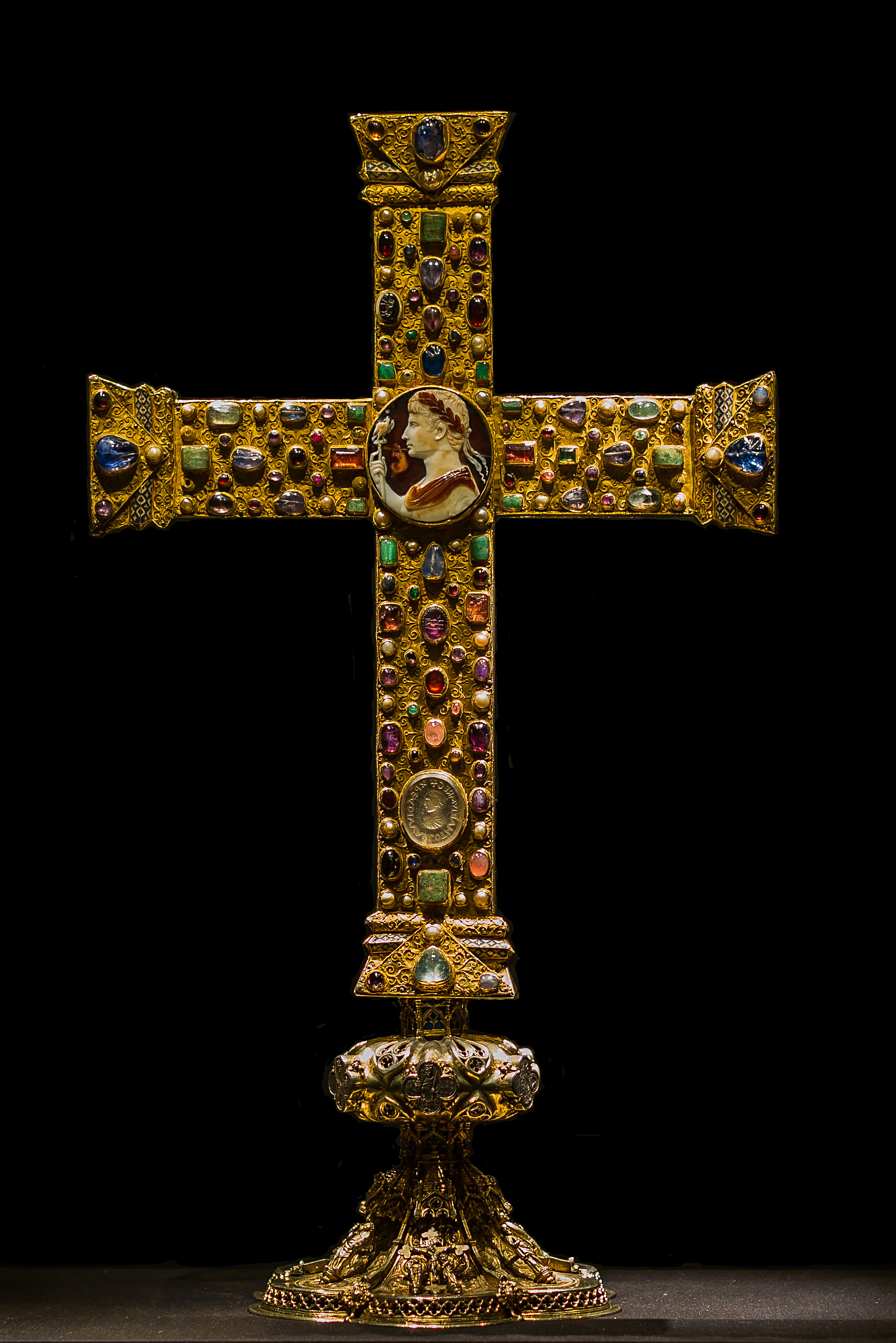
Kaiserseite

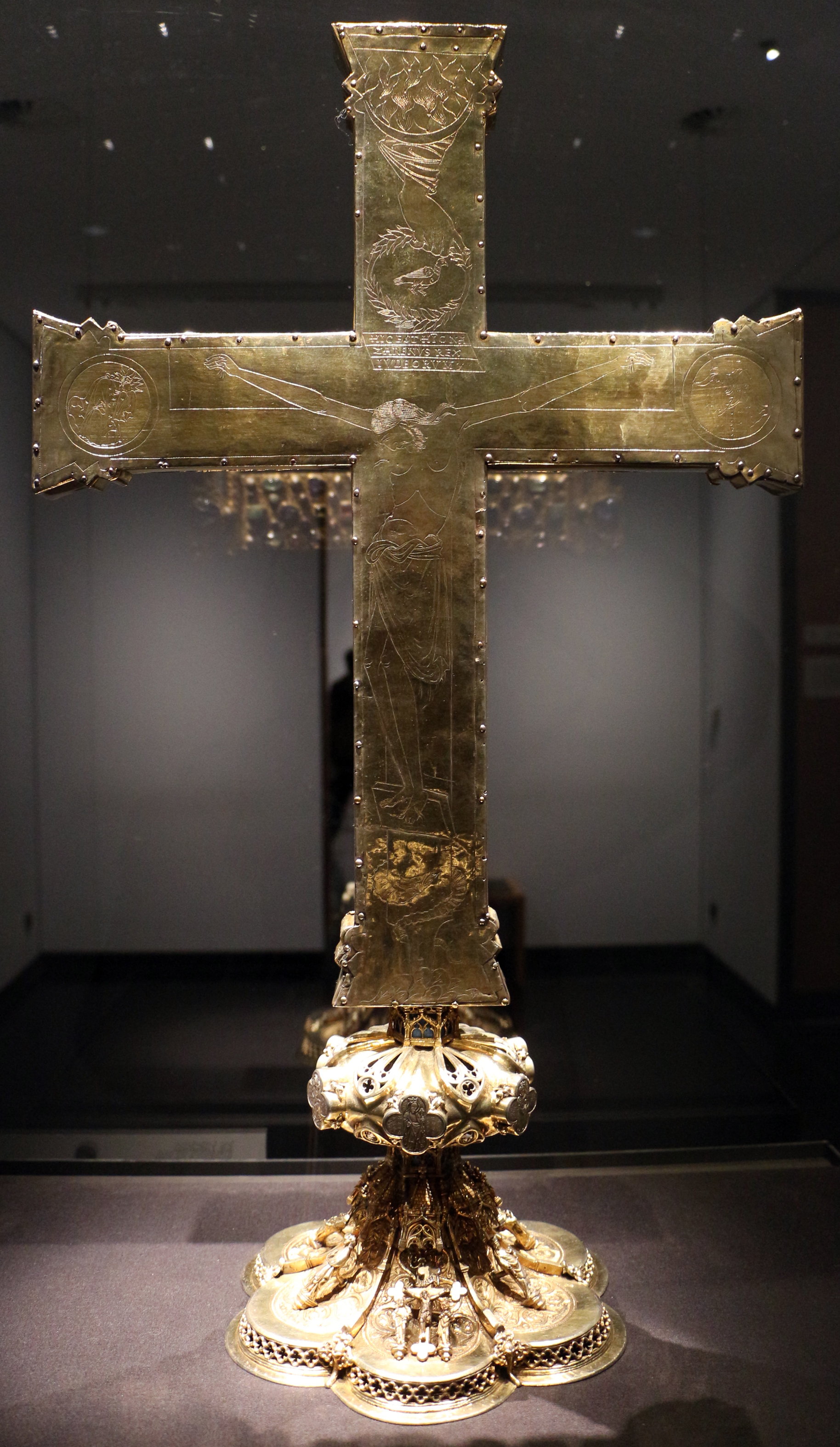
Christusseite

Das Lotharkreuz ist ein ottonisches Vortragekreuz im Aachener Domschatz. Gemäß der jüngeren Forschung wurde es im letzten Viertel des 10. Jahrhunderts (um 985?) im Rheinland, vermutlich in Köln, gefertigt und möglicherweise von Otto III. gestiftet. Bis heute wird es an hohen Festtagen in der Liturgie verwendet. Seinen Namen trägt das Kreuz nach dem in der Umschrift eines eingearbeiteten Siegelsteins genannten König Lothar.

## Beschreibung
Das Lotharkreuz (Höhe: 50 cm, Breite: 38,5 cm, Tiefe: 2,3 cm) hat einen offenbar mehrfach erneuerten Eichenholzkern, der auf der edelsteinbesetzten Kaiserseite mit Goldblech, auf der Christusseite und auf den Seitenflächen mit vergoldetem Silberblech belegt ist. Die Enden der Balken des lateinischen Kreuzes sind kapitellartig verbreitert und werden durch je einen besonders großen ungeschliffenen Saphir hervorgehoben. Die Steine sitzen auf einem nach innen zeigenden Dreieck, dessen Ecken mit je einem kleinen Stein oder einer Perle besetzt sind. Die Spitze des Dreiecks liegt auf zwei wulstigen Stäben auf, die mit Goldfiligran beziehungsweise einem verzierten Zellenschmelz geschmückt sind.
Das Lotharkreuz ist auf seiner prachtvolleren Seite (Kaiserseite) mit 102 Edelsteinen und 35 Perlen besetzt, die in unterschiedlicher Größe und Farbe wohlgeordnet den Goldgrund der Kreuzbalken bedecken. Aufgrund der besonderen Bedeutung dieser Zahl als Symbol des Himmlischen Jerusalems lässt sich vermuten, dass es sich ursprünglich um 144 Edelsteine und Perlen gehandelt haben wird, zumal die Einfassung der Steine von der Seite gesehen Tempelgebäude darstellt, was ebenfalls einen Verweis auf das Himmlische Jerusalem bildet. Die Vierung ist durch einen prachtvollen, dreischichtigen Kameo aus Sardonyx betont. Die leicht ovale antike Kamee zeigt die nach links gewendete Büste des mit einem Lorbeerkranz gekrönten Kaisers Augustus, der in seiner rechten Hand ein Adlerszepter hält. Neben dem Kameo sind ein schwarzer Onyx mit einem schreitenden Löwen und ein Amethyst mit der eingeschnittenen Darstellung der drei Grazien als antike Steine auszumachen. In den Bergkristall auf der unteren Hälfte des senkrechten Balkens ist ein Herrscherbild im Profil geschnitten, umgeben von einer in spiegelverkehrten Buchstaben geschnittenen Inschrift: +XPE ADIVVA HLOTARIVM REG („Christus, hilf König Lothar!“).
Die Edelsteine auf den Kreuzbalken sind in fünf Reihen angeordnet. In der mittleren Reihe sitzen große Steine in hohen Arkadenfassungen. In den beiden inneren Reihen daneben sitzen in niedrigeren Arkadenfassungen kleine Steine, Perlen und Golddrahtkörbchen. Die äußeren Reihen sind mit kleinen und großen Steinen und mit Perlen in einfach ornamentierten Kastenfassungen belegt. Das Rankenornament des Goldfiligrans scheint aus den großen Steinen der mittleren Reihe herauszuwachsen, während es die niedrigeren Steine und Perlen in den anderen Reihen nur umrahmt.
Die andere Seite des Lotharkreuzes (Christusseite) zeigt keinen Schmuck und keine ornamentalen Verzierungen. Auf glattem Grund ist hier ein Kreuz mit einem Kruzifixus eingraviert. Der leblose Körper hängt leicht abgewinkelt an den Armen und das Haupt ist auf die Brust gesunken. Die Füße stehen gespreizt auf einem Suppedaneum. Links und rechts vom waagrechten Kreuzbalken, personifiziert in einem Medaillon, verhüllen Sonne und Mond trauernd ihr Gesicht. Um den Fuß des Kreuzes windet sich die durch den Erlösertod Christi besiegte, das Böse symbolisierende Schlange. Aus Feuerzungen kommend reicht die Hand Gottes dem Gekreuzigten den Lorbeerkranz, in dessen Mitte sich eine Taube befindet, die den Heiligen Geist versinnbildlicht. Hand, Kruzifixus und Taube symbolisieren die göttliche Trinität.

## Entstehung

### Provenienz
Zur Entstehung des Lotharkreuzes gibt es keine schriftlichen Quellen. Um den Ort und die Zeit zu ermitteln, ist man auf den Vergleich mit anderen Objekten angewiesen. In der äußeren Form weist das Lotharkreuz eine enge Übereinstimmung mit dem Otto-Mathilden-Kreuz sowie insbesondere dem Theophanu-Kreuz (1046) auf, beide im Essener Münsterschatz. Auch die Fassung der Steine und die Filigrantechnik sind auf den Kreuzen gleich. Der Kruzifixus auf der Rückseite des Lotharkreuzes gleicht in seiner Darstellung dem Kruzifix auf dem Kölner Gerokreuz, während der Kruzifixus auf dem Otto-Mathilden-Kreuz stilistisch der Kölner Buchmalerei aus dem frühen 11. Jahrhundert entspricht. Die angesprochenen Gemeinsamkeiten machen es sehr wahrscheinlich, dass das Lotharkreuz in Köln entstanden ist.

### Auftraggeber

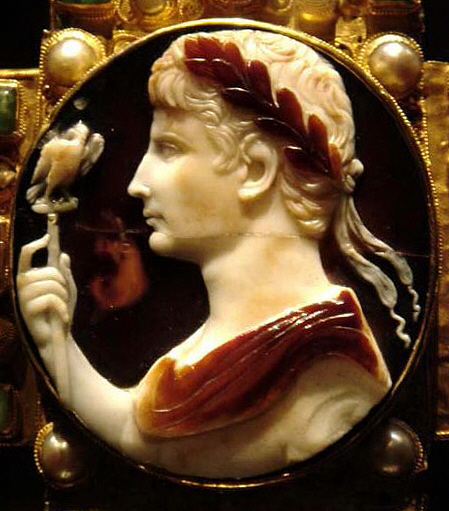
Kameo im Zentrum der Kaiserseite

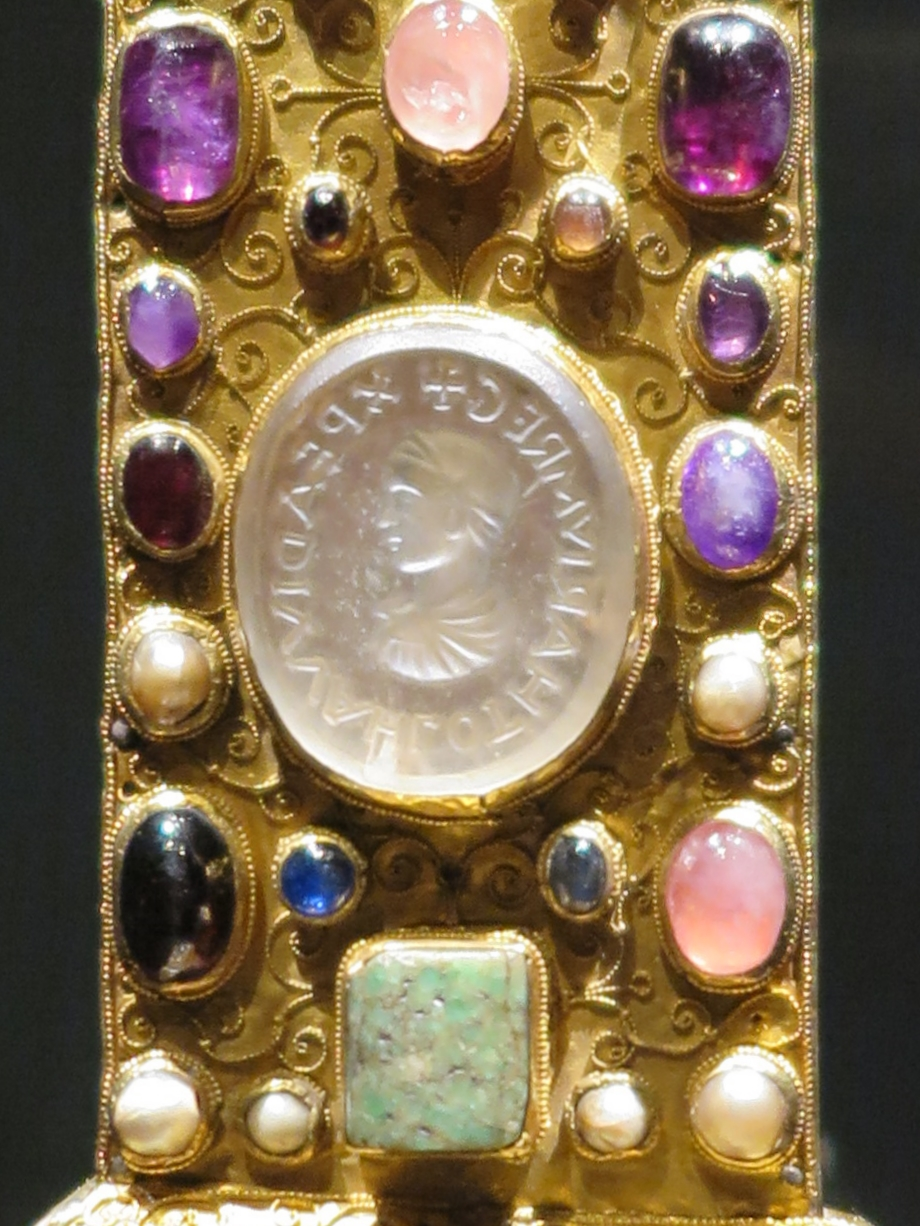
Siegelstein König Lothars, des Namensgebers, aus Bergkristall

Das Lotharkreuz trägt seinen Namen nach dem Lotharsiegel, einem Intaglio auf der unteren Hälfte des senkrechten Kreuzbalkens. Der geschnittene Bergkristall wurde im 9. Jahrhundert gefertigt, als Siegelstempel für Lothar I., den Sohn Ludwigs des Frommen, oder für seinen Sohn Lothar II. Der Siegelstein nimmt auf dem Kreuz den Platz ein, auf dem sich in ottonischer Zeit bei vergleichbaren Kreuzen (dem Essener Otto-Mathildenkreuz beispielsweise) das Stifterbild befindet. Da das Lotharkreuz sehr viel später entstand als der Siegelstempel, kann es sich bei diesem nicht um das Stifterbild Lothars I. (795–855) oder Lothars II. (855–869) handeln. Aber Lothar I. von Frankreich (954–986) könnte den karolingischen Siegelstempel aus dem 9. Jahrhundert verwendet haben, um sich auf dem Lotharkreuz als Stifter auszuweisen. In die Zahlenordnung der Steine und Perlen auf dem Kreuz integriert, ist das Intaglio aber offensichtlich nur ein sekundär verwendeter Schmuckstein.
Der antike Augustus-Kameo (frühes 1. Jahrhundert) im Schnittpunkt der Kreuzbalken beherrscht die Vorderseite des Lotharkreuzes. In der Forschung diskutierte man lange die Bedeutung seiner Platzierung hier. Für Josef Deér, dem man sich heute weitgehend anschließt, scheidet die Möglichkeit einer „sinnfreien Anwendung“ als Schmuckstein an dieser ikonographisch wichtigen Stelle aus. Beim vergleichbaren Theophanu-Kreuz befindet sich an dieser Stelle gar ein angebliches Stück aus dem Kreuz Jesu. Auch die Möglichkeit einer „religiösen Umdeutung“ des Augustus-Kameo als Christus imperator hält Deér für ausgeschlossen, weil während des ganzen Mittelalters eine Herrscherbüste im Profil mit einem nach antiker Art bekränzten Haupt einen weltlichen Herrscher repräsentiert – allerdings ist der Kameo nicht mittelalterlich. Für Deér hat „die Gemme in der Vierung des Lotharkreuzes die volle ikonografische Bedeutung eines Herrscherbildes […].“ Eine zeitlich parallele Miniatur im ebenfalls im Aachener Domschatz befindlichen ottonischen Evangeliar zeigt Otto III. als himmlischen Weltenherrscher. Der Imperator galt zur Zeit Ottos also als Stellvertreter Christi, sowohl in der irdischen als auch in der himmlischen Welt, sodass der Augustus-Kameo auch als Ausdruck dieses Anspruchs gesehen werden kann.
Ort und Zeit der Herstellung, die Erkenntnisse zum Lotharsiegel und zum Augustus-Kameo sprechen neben der Qualität und Kostbarkeit des Kreuzes für Kaiser Otto III. als Stifter. 983 wurde er in Aachen zum König gekrönt, 996 in Rom zum Kaiser. Otto III. sah seine Herrschaft in der Nachfolge Karls des Großen. Sein Ideal und Programm war die Renovatio imperii Romanorum, in der sich die römische Tradition mit der karolingischen und ottonischen verbindet.

## Veränderungen
In seiner tausendjährigen Geschichte wurde das Lotharkreuz immer wieder bearbeitet, um den Erhalt des Kreuzes zu gewährleisten. So wurde der Holzkern mindestens einmal erneuert, was durch dendrochronologischen Untersuchungen und das Fehlen von Nagellöchern gezeigt werden konnte. Ein Teil der Veränderung betraf im Laufe der Zeit die Ausstattung der Kaiserseite mit Edelsteinen.
1865 berichtete der Aachener Ehrenstiftsherr und Konservator des Diözesanmuseum Köln, Franz Bock (1823–1899), über die teilweise Besetzung des Lotharkreuzes mit Siegelsteinen, die als Ersatz für verlorengegangene, ursprüngliche Edelsteine verwendet wurden. Diese Steine waren nicht nach dem Cabochonschliff gefertigt und passten daher nicht zu den anderen Steinen. Wann diese Steine eingesetzt wurden, ließ sich nicht mehr rekonstruieren. An einer anderen Stelle äußert der Konservator den Wunsch, das Lotharkreuz zukünftig wieder als Prozessionskreuz nutzen zu können. Hierfür waren allerdings Umbauarbeiten am Fuß des Kreuzes nötig, um eine Tragstange anbringen zu können.
1871 erfolgte dann die Installation einer Eisenschraube in die Bodenplatte des Kreuzes (später durch eine Silberschraube ersetzt), wodurch die Verwendung als Vortragekreuz ermöglicht wurde. Zum Austausch der unpassenden Steine kam es erst 1932 im Zuge einer großen Restaurierung, die nach dem Ersten Weltkrieg nötig wurde. Um das Kreuz nicht zu verlieren, versteckte man es Anfang 1914 zusammen mit anderen Bestandteilen der Domschatzkammer in einer Blechkiste und lagerte diese in einem Kohlenkeller ein. Die über ein Jahr anhaltende Einwirkung von Feuchtigkeit führte dem Kreuz erhebliche Schäden zu. Die äußeren – sichtbaren – Schäden konnten direkt nach dem Ersten Weltkrieg behoben werden, die inneren machten sich erst 1932 bemerkbar, als der Eichenholzkern auseinanderbrach. Der Aachener Goldschmied Bernhard Witte öffnete das Kreuz, reparierte den gebrochenen Holzkern durch die Einbringung von Winkeln aus Silber und erneuerte teilweise die seitlichen Goldplatten. Anschließend entnahm er die Siegelsteine – insgesamt 39 an der Zahl – und ersetzte sie durch Steine, die passend zu den anderen mit mugeligem Schliff versehen waren. Die entnommenen Siegelsteine sind bis auf 17 Stück im Zweiten Weltkrieg verloren gegangen.
Der heutige Zustand des Kreuzes ist das Ergebnis der letzten Konservierung und Ausbesserungmaßnahme von 1978. Im 14. Jahrhundert wurde für das Kreuz ein Fuß gefertigt, um es auch als Standkreuz nutzen zu können.

## Bedeutung
Seit der Krönung Ottos I. in Aachen (936) wurden in den folgenden 600 Jahren 31 Krönungen im Aachener Dom vollzogen. Zum Krönungsritual gehörte der feierliche Einzug in die Pfalzkapelle Kaiser Karls des Großen, um in seiner Nachfolge rechtmäßiger König des Heiligen Römischen Reiches zu werden. Es ist davon auszugehen, dass das Lotharkreuz als Prozessionskreuz diesem feierlichen Einzug vorangetragen wurde. Das Volk sah auf die prächtige, strahlende, das Paradies verheißende Seite mit dem Bildnis des den Herrscher repräsentierenden Kaiser Augustus in der Mitte. Der hinter dem Kreuz schreitende König blickte auf die schlichte Rückseite und sah das Bild des Gekreuzigten. Es mahnte ihn zur Demut und erinnerte ihn an die Erhöhung Christi durch Gott (vgl. Phil 2,5–11 ). Insofern kann auch nicht von einer Vorder- oder Rückseite gesprochen werden, denn beide Seiten gehören integral zusammen: Durch sein Leiden am Kreuz hat Jesus den Menschen das Paradies geschenkt. Für den neuen König war das Kreuz Mahnung und Rechtfertigung für seinen Auftrag zur Herrschaft im Sinne Christi auf Erden (Gottesgnadentum). Das Lotharkreuz ist ein Zeugnis für das herrscherliche Selbstverständnis der ottonischen und salischen Kaiser.
An hohen Festtagen und zu Pontifikalämtern wird das Kreuz nach wie vor als Vortragekreuz verwandt, beim Ein- und Auszug, jedoch anders als früher mit der Christusseite voran. Während der Messe blicken die Gläubigen auf die Kaiserseite. Trotz des hohen Alters und des großen kunsthistorischen Werts stellt das Lotharkreuz mithin nicht nur ein museales Ausstellungsstück der Schatzkammer dar, sondern bleibt zu besonderen Anlässen im Gebrauch der Liturgie des Aachener Doms.